# Casa Francesc Pau i Claret
La casa Francesc Pau i Claret és un edifici situat als carrers de la Boqueria i de n'Aroles de Barcelona, catalogat com a bé cultural d'interès local.

## Història
L'agost del 1785, l'apotecari Francesc Pau i Claret va demanar permís per a reedificar la seva casa, i novament un any més tard per a posar-hi gelosies i donar més volada als balcons del carrer de n'Aroles.

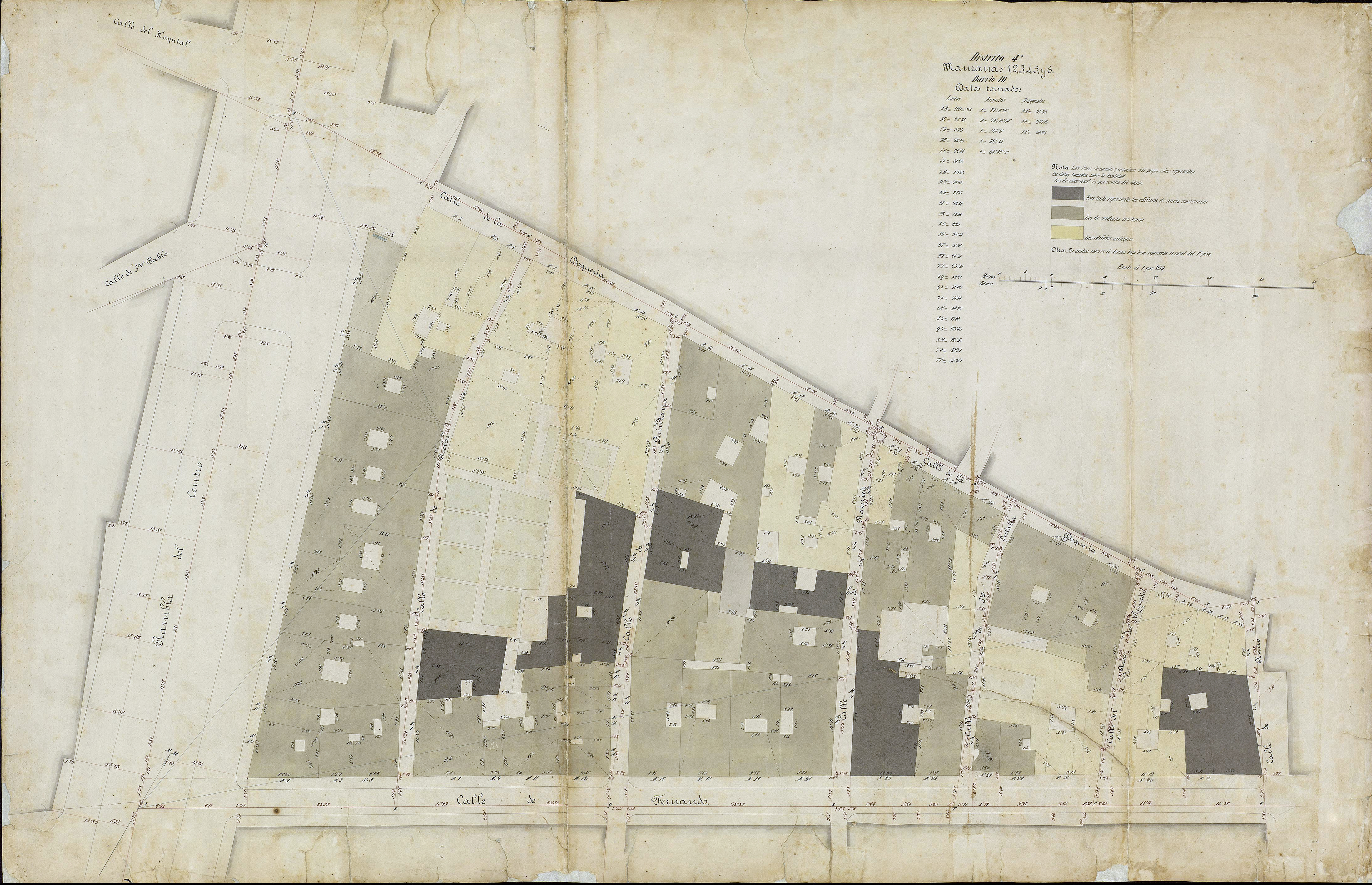
Quarteró núm. 115 de Garriga i Roca (c. 1860)

## Descripció
Edifici d'habitatges de planta baixa i quatre pisos i dues façanes; l'element definitori d'ambdues són els seus esgrafiats, executats amb gran delicadesa i amb al·legories de l'estiu i l'hivern al carrer de la Boqueria i la primavera i la tardor a la de n'Aroles. Segons Ramon Nonat Comas, l'autor podria ser el pintor i gravador Manuel Tramulles i Roig.
Als baixos hi ha tres portals d'arc rebaixat amb dovelles de pedra, dos al carrer de la Boqueria i un al de n'Aroles, a més de la porta d'accés i sis petites finestres, algunes d'elles tapiades. A la part superior hi ha un estucat imitant carreus. Als pisos superiors hi ha balcons amb baranes de ferro forjat i rajoles de cartabó (excepte al quart, on són ampitats), alternant amb finestres al carrer de n'Aroles. Entre els dos balcons del primer pis a la banda del carrer de la Boqueria hi ha una petita finestra tapiada que devia ser una capelleta. L'edifici es corona amb una cornisa plana.